# Pucungbedug
Pucungbedug is een bestuurslaag in het regentschap Banjarnegara van de provincie Midden-Java, Indonesië. Pucungbedug telt 5027 inwoners (volkstelling 2010).